# Kalantaiiv, Svitlovodsk
Kalantaiiv (în ucraineană Калантаїв) este un sat în comuna Velîka Andrusivka din raionul Svitlovodsk, regiunea Kirovohrad, Ucraina.

## Demografie
Componența lingvistică a localității Kalantaiiv
     Ucraineană (94,32%)
     Rusă (5,68%)
Conform recensământului din 2001, majoritatea populației localității Kalantaiiv era vorbitoare de ucraineană (94,32%), existând în minoritate și vorbitori de rusă (5,68%).